# Vogel-Strauß-Algorithmus
Der Vogel-Strauß-Algorithmus ist ein Begriff aus der Informatik. Wenn mehrere Threads auf Grund zyklischer Bedingungen zwischen Betriebsmitteln in eine Verklemmung (engl. Deadlock) kommen, gibt es verschiedene Möglichkeiten, diese zu behandeln.
Der Vogel-Strauß-Algorithmus stellt quasi den einfachsten Ansatz dar: Die Tatsache, dass ein Deadlock aufgetreten ist, wird einfach ignoriert. Als Konsequenz daraus folgt, dass dieser Deadlock nie aufgelöst wird – die Threads warten bis in alle Unendlichkeit auf die Betriebsmittel und werden irgendwann „von außen“ aus dem Zustand befreit (im Regelfall, indem man sie abbricht). „Vogel-Strauß-Algorithmus“ ist somit einfach eine abfällige Bezeichnung dafür, ein Problem nicht zu lösen.
Aus technischer Sicht ist die Verhinderung oder automatische Auflösung von Verklemmungen der richtige Weg und diese Form der „Problembehandlung“ indiskutabel. Wenn jedoch der Aufwand dafür zu groß ist, oder die Wahrscheinlichkeit, dass eine Verklemmung eintritt, zu klein, bzw. eine Verklemmung nur gezielt durch menschliches Eingreifen herbeigeführt werden kann, kann diese Vorgehensweise sinnvoll sein.
Der Name des Algorithmus stammt vom Vogel Strauß, der einem falschen Gerücht nach bei Gefahr den Kopf in den Sand steckt, um das „Problem“ zu ignorieren.